# Îles Vordonis
Les îles Vordonis (turc : Vordonis Adaları) sont un petit groupe d'îles situé à 700 mètres de l'embarcadère de Maltepe, entre la côte et l'île de Kınalıada, en mer de Marmara. Elles font partie de l'archipel des îles aux Princes. Les îles Vordonis sont quasiment submergées depuis le grand séisme de 1010,.
C'est un site archéologique byzantin important et qui fait l'objet d'un programme de valorisation touristique.